# Rio das Garças (vattendrag i Brasilien, Rondônia)
Rio das Garças är ett vattendrag i Brasilien.   Det ligger i delstaten Rondônia, i den centrala delen av landet, 1 900 km väster om huvudstaden Brasília.
Omgivningen kring Rio das Garças är huvudsakligen savann. Området är mycket glesbefolkat, med 6 invånare per kvadratkilometer.